# Musselshell (Montana)
Musselshell es un lugar designado por el censo ubicado en el condado de Musselshell en el estado estadounidense de Montana. En el Censo de 2010 tenía una población de 60 habitantes y una densidad poblacional de 9,08 personas por km².

## Geografía
Musselshell se encuentra ubicado en las coordenadas 46°29′39″N 108°5′47″O / 46.49417, -108.09639. Según la Oficina del Censo de los Estados Unidos, Musselshell tiene una superficie total de 6.61 km², de la cual 6.61 km² corresponden a tierra firme y (0%) 0 km² es agua.

## Demografía
Según el censo de 2010, había 60 personas residiendo en Musselshell. La densidad de población era de 9,08 hab./km². De los 60 habitantes, Musselshell estaba compuesto por el 98.33% blancos, el 0% eran afroamericanos, el 0% eran amerindios, el 0% eran asiáticos, el 0% eran isleños del Pacífico, el 0% eran de otras razas y el 1.67% pertenecían a dos o más razas. Del total de la población el 0% eran hispanos o latinos de cualquier raza.